# دوغ أنتوني (سياسي)
دوغ أنتوني (بالإنجليزية: Doug Cash)‏ هو موظف مدني وسياسي كندي وأسترالي، ولد في 15 يوليو 1919 في كندا، وتوفي في 15 فبراير 2002 في أستراليا. حزبياً، نشط في الحزب الليبرالي الأسترالي. وقد انتخب عضو الجمعية التشريعية لأستراليا الغربية عن دائرة Electoral district of Mirrabooka ‏ (23 مارس 1968 – 20 فبراير 1971) وانتخب عضو مجلس النواب الأسترالي عن دائرة Division of Stirling ‏ (22 نوفمبر 1958 – 9 ديسمبر 1961).